# 洪拳小子
《洪拳小子》（英語：Disciples Of Shaolin）是1977年张彻执导，倪匡编剧的香港动作剧情题材电影，由傅声、戚冠军等人领衔主演，该电影主要讲述一个喜欢惩恶扬善的年轻人卷入两家工厂争斗的故事。

## 劇情簡介
关风义是一个洪拳的高手，并且也是一个充满正义感的人。后经过师兄黄汉介绍，在兴发隆布厂当杂工，并且因为惩恶扬善而被卷入两个敌对的工厂的斗争中。
虽说关风义为了心中的正义，击败了那些心存歹念的人，可是他最后也因为伤重不治而死。
不过他的这个行为却没有得到老板的称赞。而后，关风义的师兄看到这些，于是决定离开兴发隆工厂……

## 演员
- 傅声
- 戚冠军
- 冯克安
- 江涛
- 黄虾
- 张志平
- 陈绍佳
- 伍元勳
- 陈明利
- 叶天行
- 卢迪
- 江岛
- 陆剑明
- 袁信义
- 强汉

## 相關連結
- 豆瓣电影上《洪拳小子》的資料 （简体中文）
- 互联网电影数据库（IMDb）上《洪拳小子》的资料（英文）
- 时光网上《洪拳小子》的資料（简体中文）
- 爛番茄上《洪拳小子》的資料（英文）